# Yonas Fesehaye
Yonas Bihon Binyam Fesehaye (16 luglio 1983) è un calciatore eritreo, centrocampista del Red Sea.

## Carriera

### Club
Dal 2000 gioca in patria nel Red Sea.

### Nazionale
Ha debuttato con la nazionale eritrea nel 1999, giocando poi due partite valevoli per le Qualificazioni al mondiale di calcio 2006.